# Rackerby
Rackerby è un census-designated place (CDP) degli Stati Uniti d'America, situato nello stato della California, diviso tra la contea di Butte e la contea di Yuba.